# Peter Michalík
Pour les articles homonymes, voir Michalik.
Peter Michalík est un joueur d'échecs slovaque né le 15 septembre 1990 à Bojnice. Il  est affilié à la fédération tchèque des échecs depuis mars 2016.
Au 1er avril 2020, il est le quatrième joueur tchèque avec un classement Elo de 2 583 points.

## Biographie et carrière
Grand maître international depuis 2011, Peter Michalík a remporté le championnat de Slovaquie à trois reprises : en 2013, 2014 et 2015.

## Compétitions par équipe
Peter Michalík a représenté la Slovaquie lors des olympiades de 2012 et 2014 (il jouait au troisième échiquier). Il a joué dans l'équipe de la République tchèque à l'Olympiade d'échecs de 2018 : il marqua 6 points sur 8 comme cinquième échiquier (échiquier de réserve) et l'équipe de République tchèque finit à la douzième place.
Il a participé à neuf coupes Mitropa : huit fois avec la Slovaquie de 2005 à 2015, puis avec la République tchèque en 2016. Il remporta la médaille d'argent par équipe et la médaille d'or individuelle au premier échiquier en 2015. En 2016, il jouait dans l'équipe de la République tchèque et remporta la médaille d'or par équipe et la médaille d'or individuelle au troisième échiquier.